# Falkmanska villan

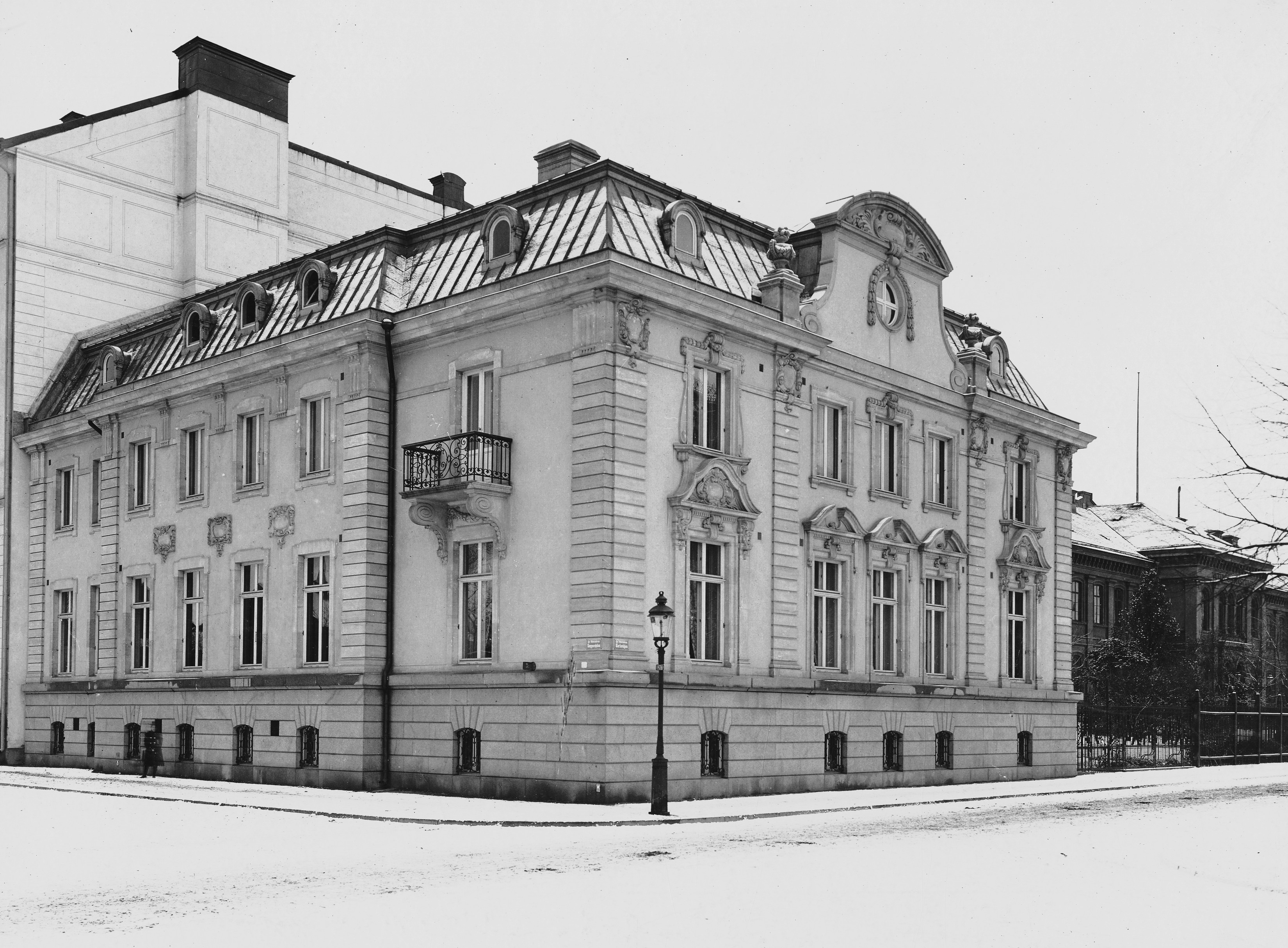
Falkmanska villan 1902.

Falkmanska villan, även Liljewalchs villa, var en palatsliknande privatbostad i kvarteret Veterinären vid Karlavägen 81 (dåvarande 51) på Östermalm i Stockholm. Byggnaden stod färdig 1902 och revs på 1960-talet.

## Historik
Huset uppfördes 1901–1902 av byggmästaren Otto Österlöf för grosshandlaren och kommunalpolitikern Edward Liljewalch i hörnet av Karlavägen och Skeppargatan, bredvid Veterinärinstitutet. Arkitekterna Ludvig Peterson och Ture Stenberg gestaltade husets fasader i en för tiden modern jugendbarock. På den nedre våningen fanns sällskapsrum och kök medan sovrummen inreddes på övre våningen. Husets entré  doldes i portvalvet i den höga balustradprydda muren mot Karlavägen. Här ovanpå fanns en terrass. Gården rymde även stall och vagnsbod.. Efter Liljewalchs död 1915 köptes det lilla palatset av industrimannen Oscar Falkman som lät göra om större delen av inredningen. I samband med att huset revs 1964 fann man bland annat tre kakelugnar av 1700-talstyp som härstammade från äldre byggnader på Östermalm.

## Interiörbilder

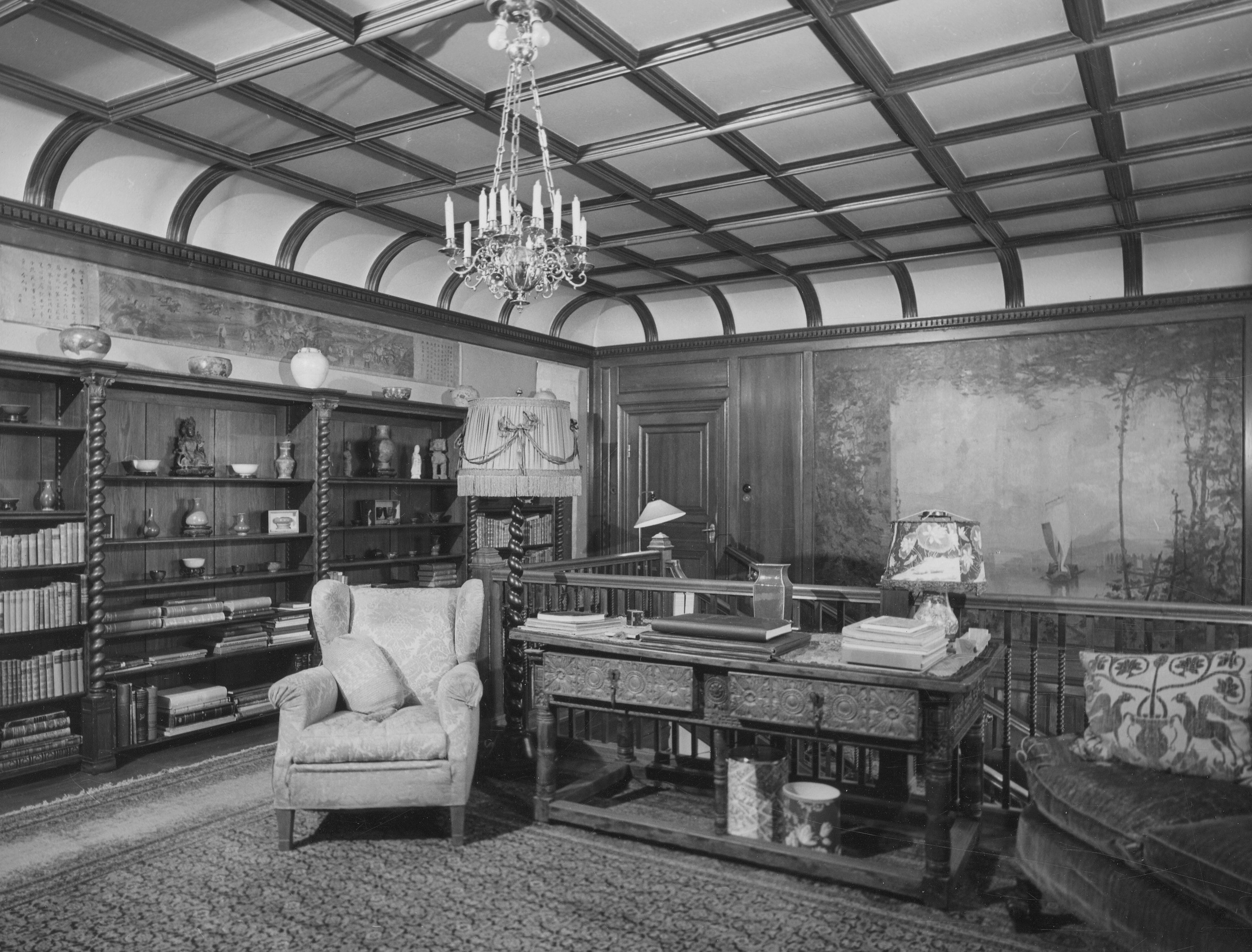
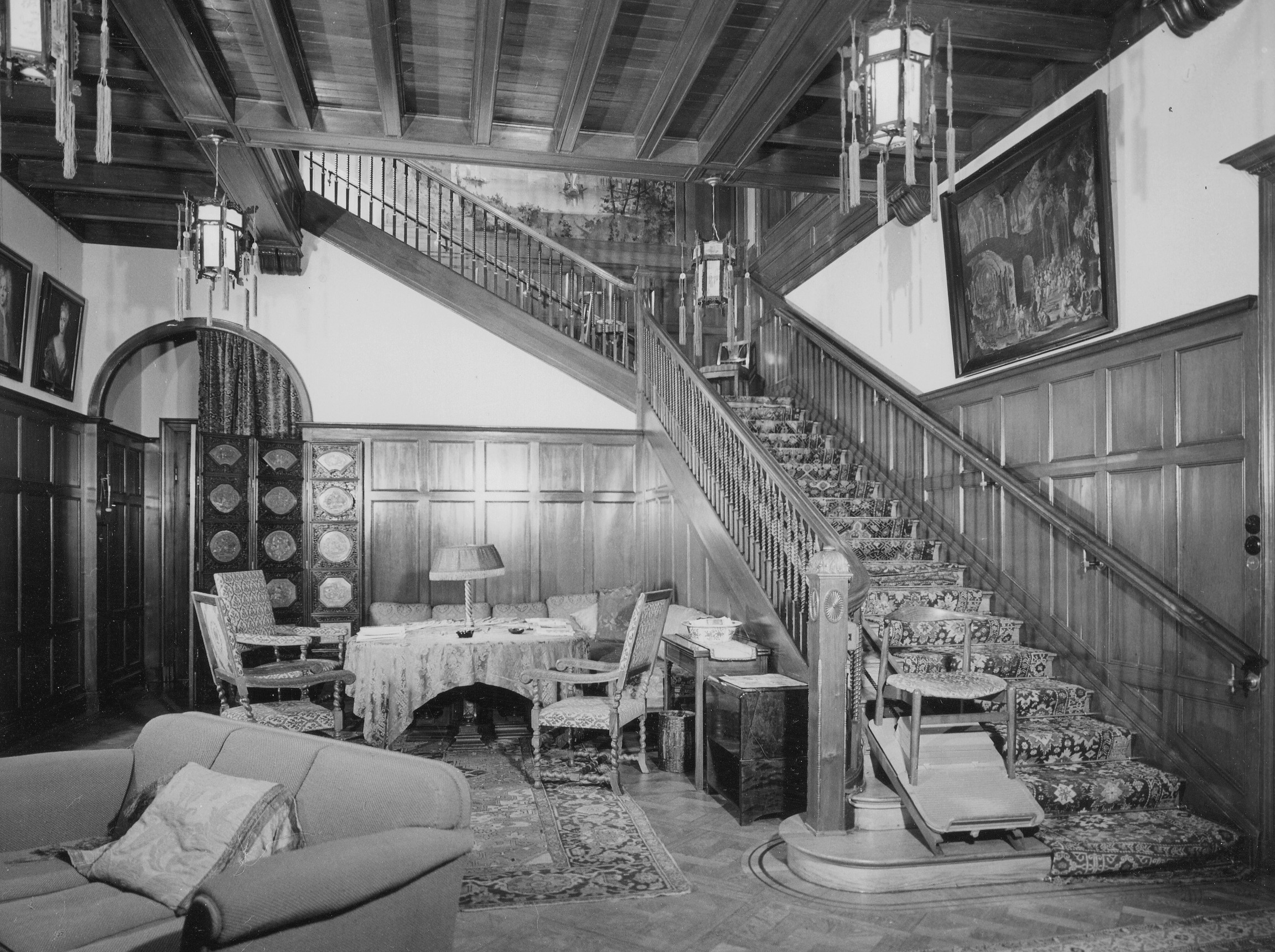
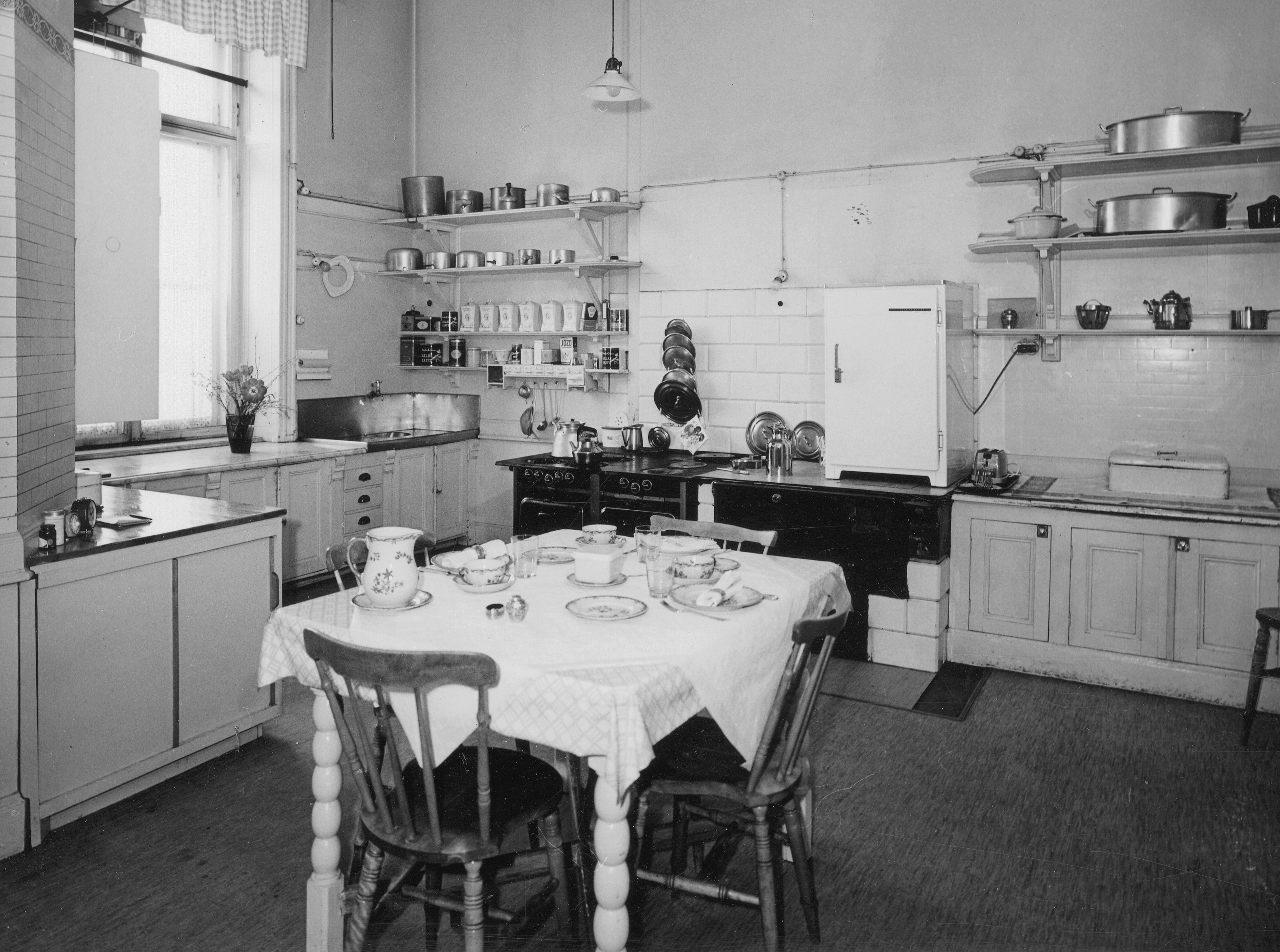
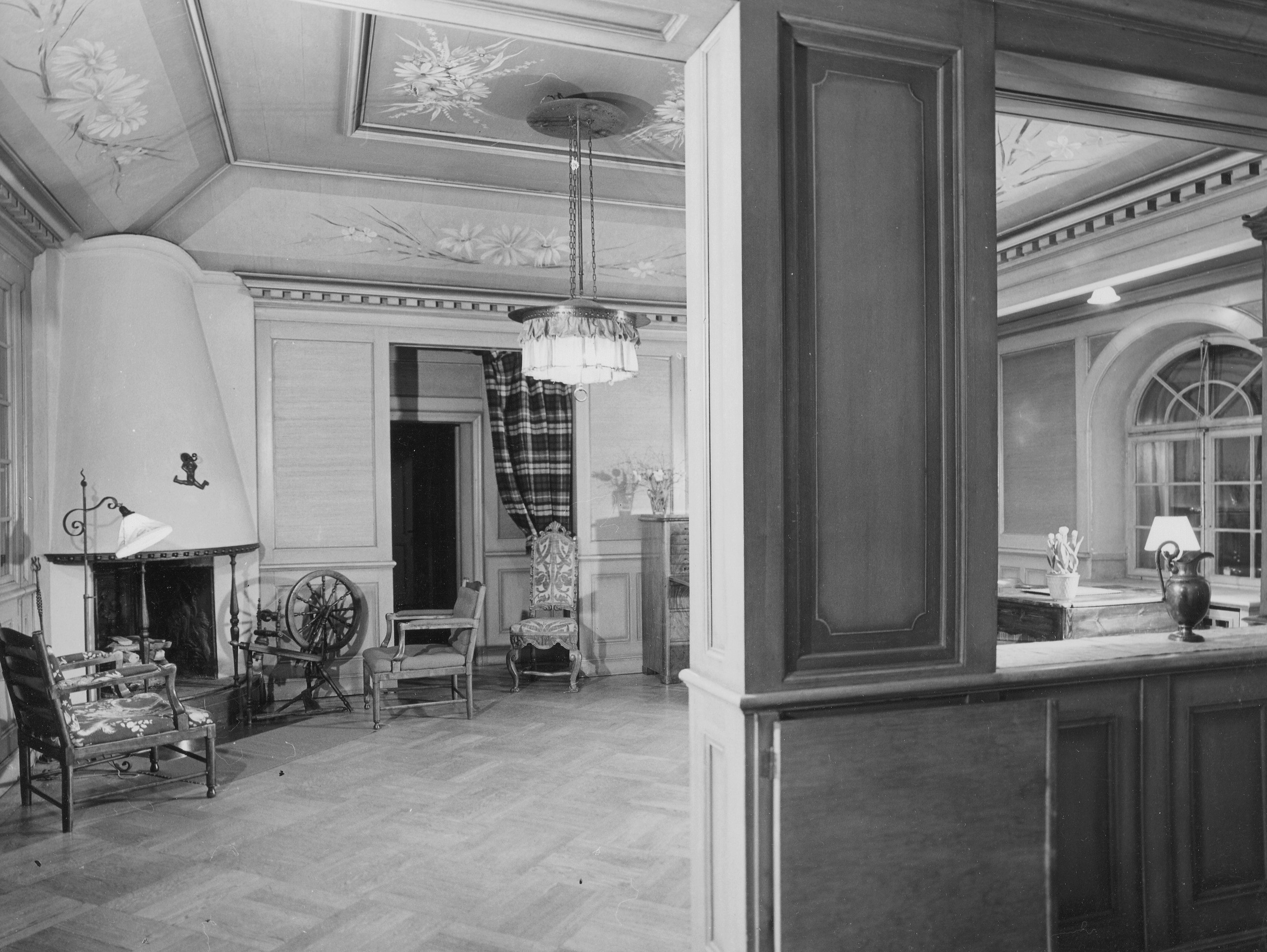

## Ritningar

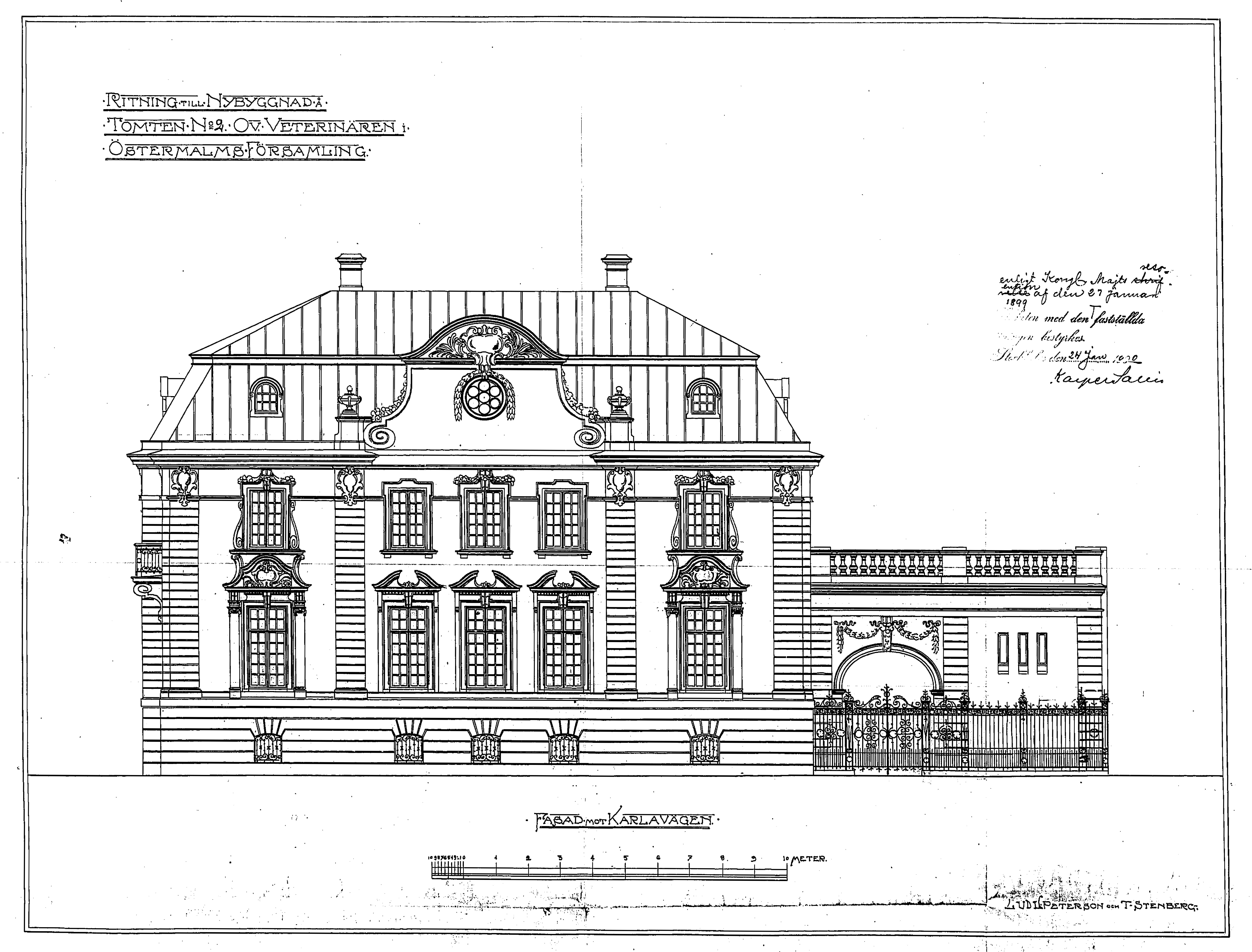
Fasad mot Karlavägen
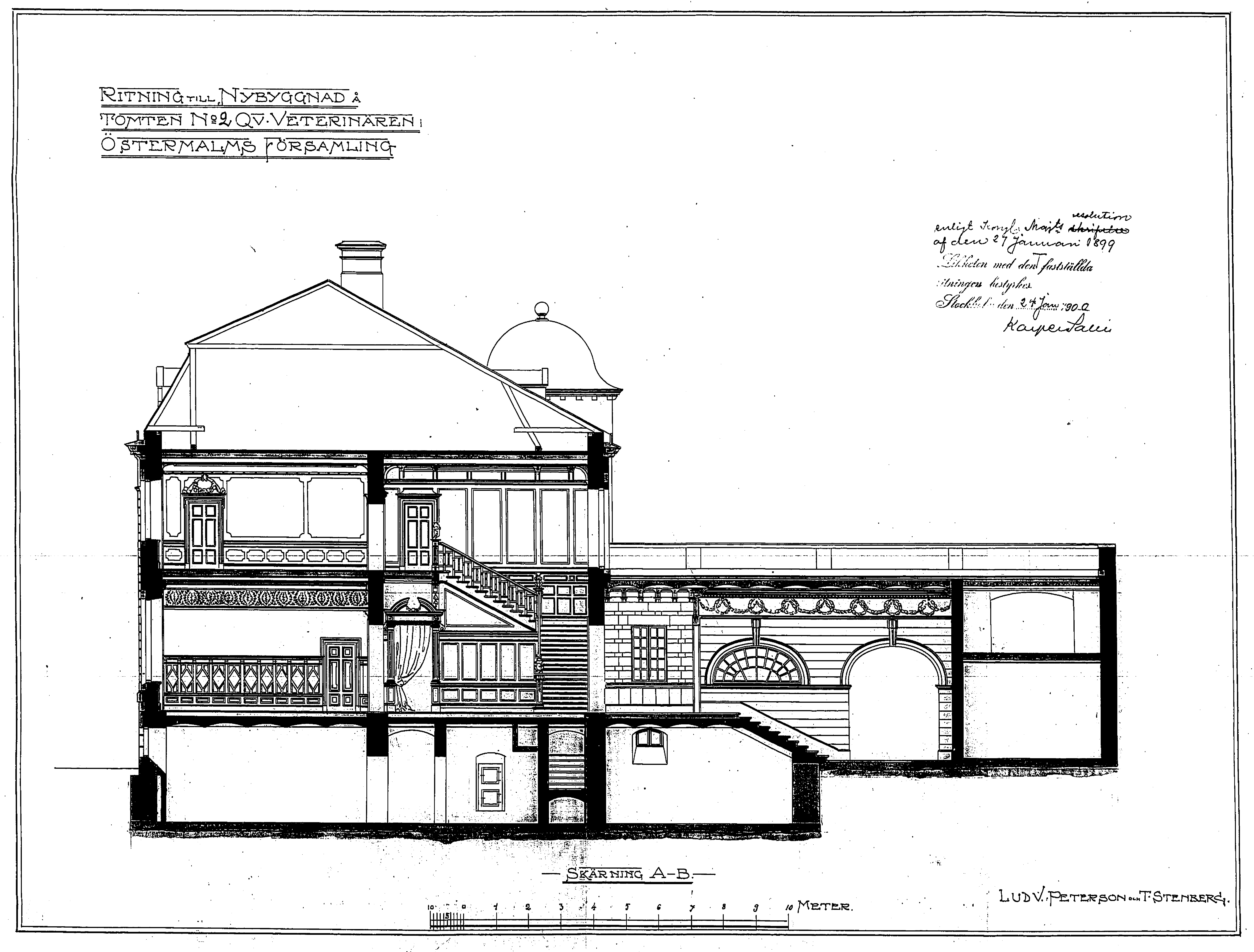
Genomskärning
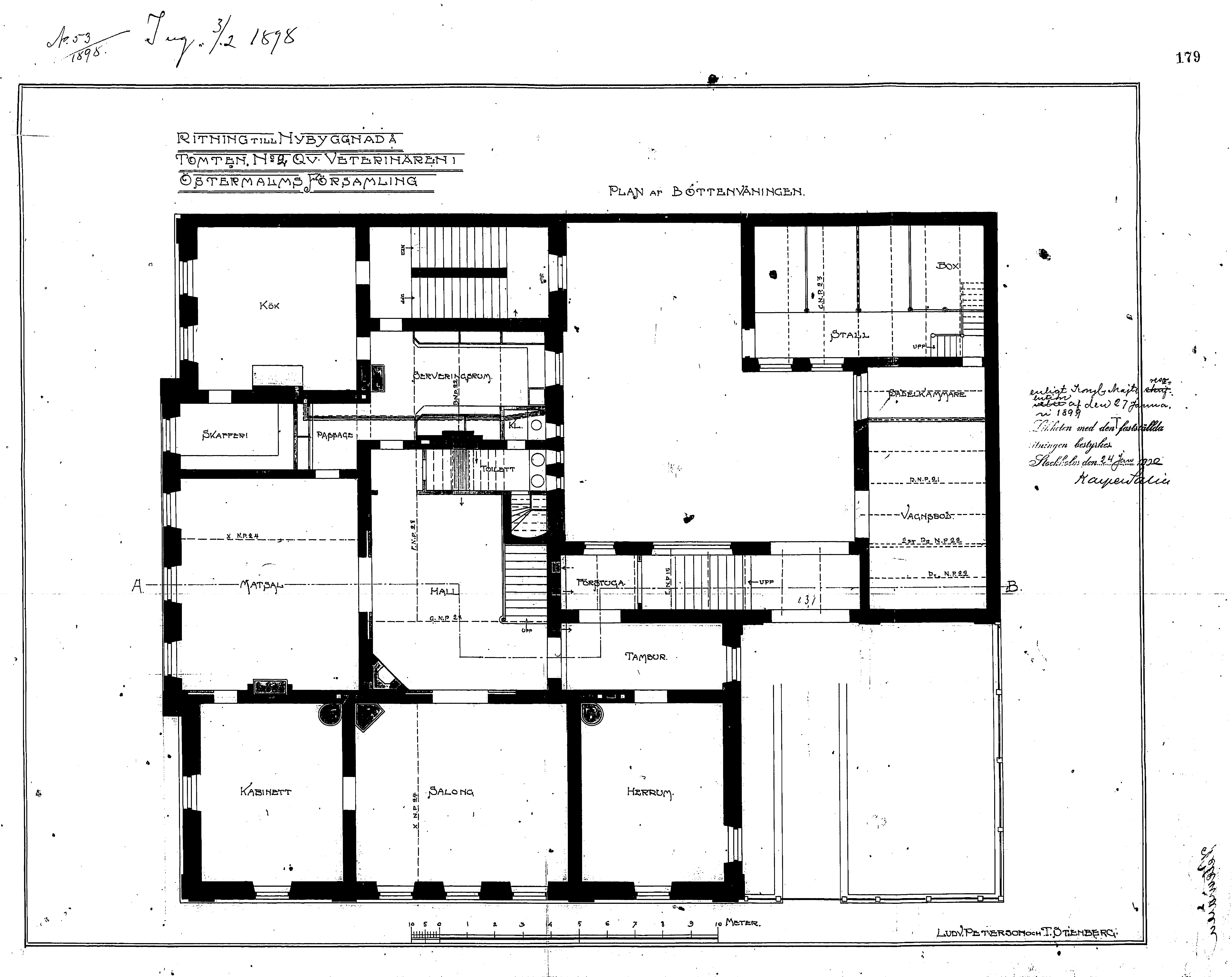
Bottenvåning
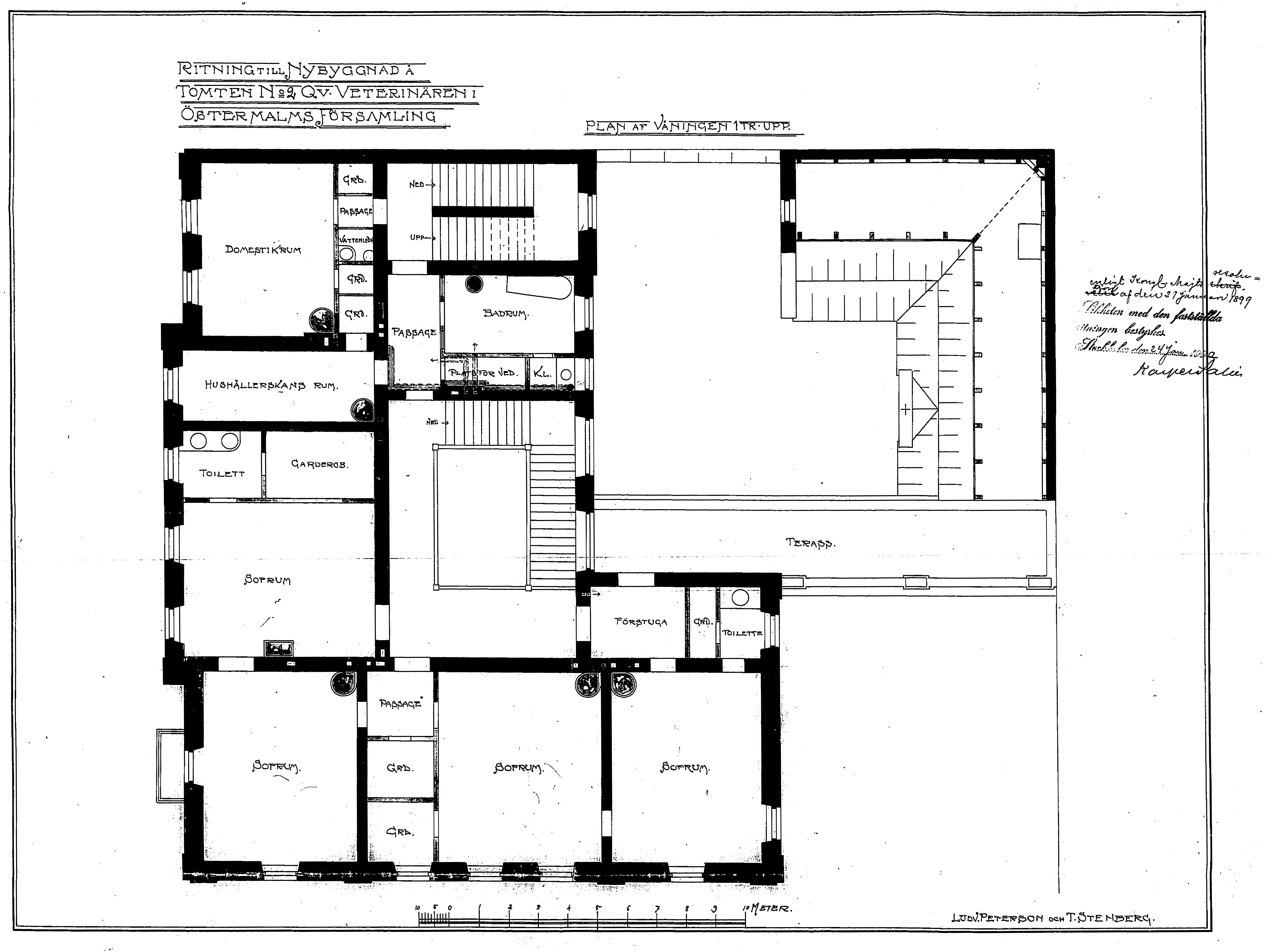
En trappa upp